# Les Junies
Les Junies település Franciaországban, Lot megyében. Lakosainak száma 252 fő (2022. január 1.). Les Junies Castelfranc, Goujounac, Labastide-du-Vert, Lherm, Pomarède, Pontcirq és Prayssac községekkel határos.

## Népesség
A település népességének változása:
| Lakosok száma | 268  | 250  | 255  | 254  | 250  | 261  | 269  | 274  | 267  | 252  |
|               | 1968 | 1982 | 1990 | 2006 | 2013 | 2015 | 2017 | 2019 | 2020 | 2022 |